# Girl Why Don't You
"Girl Why Don't You" är en sång ursprungligen framförd av Cecil "Prince Buster" Bustamente Campbell, men här inspelad av den brittiska ska/popgruppen Madness, till deras album The Dangermen Sessions Vol. 1 (2005).
Singeln fick knappt någon marknadsföring och kom inte in på englandslistan, vilket var första gången för en singel av Madness. 

## Låtlista
1. "Girl Why Don't You" (Cecil Campbell) – 3:08
2. "I Chase The Devil AKA Ironshirt (BBC Radio 2 Session)" (Lee Perry, Max Romeo) – 3:32
3. "Girl Why Don't You? (Dub)" (Campbell) – 3:09